# Thyra Eibe
Thyra Eibe  (* 3. November 1866 in Kopenhagen; † 1. Januar 1955 ebenda) war eine dänische Historikerin und Mathematikerin. Sie gilt als erste dänische Mathematikerin mit Hochschulabschluss.

## Leben
Eibe studierte Mathematik an der Universität Kopenhagen mit dem Abschluss 1895 und war von 1899 bis 1934 Lehrerin an der Faelleskole von Hanna Adler (später Sortedams Gymnasium). Sie veröffentlichte eine dänische Übersetzung der griechisch-lateinischen Ausgabe der Elemente von Euklid von Heiberg.
1910 gab sie mit Kirstine Meyer die Adversaria von Ole Römer heraus.
Im Jahr 1942 wird ihr der Wissenschafts- und Kulturpreis Tagea Brandts Rejselegat verliehen.